# Chrześcijaństwo w Mongolii
Chrześcijaństwo w Mongolii jest religią mniejszości, która jednak dość szybko się rozwija i zdobywa coraz to nowych wyznawców. Trudno ustalić dokładną liczbę chrześcijan w Mongolii, gdyż brakuje oficjalnych statystyk. Amerykański Departament Stanu podawał w 2005 roku, iż w Ułan Bator, stolicy tego kraju, żyje około 24 tysiące chrześcijan i stanowią oni 2,5% ludności miasta. Według danych tego samego departamentu chrześcijanie stanowią 6% populacji całego kraju.
Wzrost liczby chrześcijan rozpoczął się po upadku rządu komunistycznego w 1990. Zagraniczni misjonarze mogli wówczas powrócić do Mongolii i prowadzić misje. Na obszarze kraju działają misjonarze kościoła katolickiego, luterańskiego, Rosyjskiej Cerkwi Prawosławnej oraz prezbiterianie, Adwentyści Dnia Siódmego, ewangelikalni, mormoni i Świadkowie Jehowy.

## Nestorianie
Pierwszymi chrześcijanami na terenie Mongolii byli wyznawcy Kościoła Wschodu, zwani nestorianami. Kościół ten podejmował wiele akcji misyjnych, także wśród Mongołów. W czasie istnienia imperium mongolskiego, większość wielkich chanów była wyznawcami szamanizmu lub buddyzmu, ale prowadzili oni politykę tolerancji religijnej wobec innowierców, takich jak muzułmanie, chrześcijanie czy manichejczycy. Po upadku imperium, nestorianizm na tych terenach szybko jednak zanikł.
Z powodu niekorzystnych warunków pogodowych wiele śladów nestorianizmu na terenach Mongolii uległo zniszczeniu, co utrudnia prowadzenie prac archeologicznych, które mogłyby rzucić nieco więcej światła na wpływ chrześcijaństwa wśród Mongołów. Do naszych czasów przetrwało stosunkowo niewiele śladów, takich jak malunki ścienne, płyty nagrobne i manuskrypty.

## Katolicyzm
Katolicyzm po raz pierwszy pojawia się w Mongolii w czasie rządów dynastii Yuan, na przełomie XIII i XIV wieku. Po upadku tej dynastii zanikł, podobnie jak nestorianizm po załamaniu się imperium mongolskiego. Kolejne misje pojawiają się dopiero w połowie XIX wieku, po przegranych przez Chiny wojnach opiumowych. W Mongolii Zewnętrznej ustanowiono nawet pierwszą katolicką metropolię dla tych ziem. W XX wieku w Mongolii do władzy doszli komuniści, którzy w myśl obowiązującego ateizmu zwalczali wszelkie religie.
Wraz z upadkiem reżimu komunistycznego w 1990 powrócili duchowni katoliccy i doszło do wznowienia działalności misyjnej. W 1992 Watykan i Mongolia nawiązały stosunki dyplomatyczne, co znacznie ułatwiło im pracę misyjną. W 2006 ustanowiono w Mongolii biskupstwo. Papież Jan Paweł II planował odwiedzić Mongolię, ale zrezygnował z tego pomysłu, obawiając się reakcji ze strony Rosji i Patriarchatu Moskiewskiego. Obecnie wspólnota Kościoła w Mongolii liczy nieco ponad 1000 katolików, wśród których posługuje 20 księży i 50 sióstr zakonnych w sześciu parafiach. Dnia 28 sierpnia 2016 r., ksiądz biskup Wenceslao Padilla, prefekt Ułan Bator, udzielił święceń kapłańskich pierwszemu katolikowi z Mongolii – Josepfowi Enkhbaatar.

## Prawosławie
W Mongolii żyją wyznawcy Rosyjskiej Cerkwi Prawosławnej. Są to zarówno Mongołowie nawróceni na prawosławie przez misje wysyłane z Rosji między 1771 a 1845, jak i mieszkający w Mongolii Rosjanie. Pierwsza świątynia prawosławna na terenie tego kraju powstała w 1864.

## Protestantyzm
Protestanci po raz pierwszy rozpoczęli działalność misyjną na terenie Mongolii w XIX wieku. Dojście do władzy komunistów spowodowało jednak, iż obecność protestantów niemal całkowicie zanikła. Protestanccy misjonarze, wywodzący się głównie z Korei Południowej i Stanów Zjednoczonych, wrócili do Mongolii po upadku komunizmu w 1990.
Spośród wyznań protestanckich w Mongolii występują luteranie, prezbiterianie, adwentyści, oraz rozmaite wyznania ewangelikalne, w tym głównie baptyści i zielonoświątkowcy. Mongolski Alians Ewangelikalny liczy około 35 tys. wyznawców. Posiadają oni lokalną stację telewizyjną, Eagle TV i radio – Family Radio.
Mongolscy protestanci wysyłają misjonarzy do krajów Azji centralnej.

## Mormoni
Prowadzą oni działalność misyjną od 1992. Liczba mormonów w Mongolii wynosi około 8000 osób. Pierwsza świątynia zbudowana została w 1999 roku. W lipcu 2009 ich liczba wzrosła do 21.

## Świadkowie Jehowy
Świadkowie Jehowy prowadzą aktywną działalność w Mongolii od lat 90. XX wieku. W 2023 roku 432 głosicieli należało do 8 zborów. Korzystają z 5 Sal Królestwa: trzech w Ułan Bator oraz po jednej w Erdenet i w Darchanie. Na dorocznej uroczystości Wieczerzy Pańskiej w 2023 roku zgromadziło się 1337 osób.